# Gauze
GAUZE – pierwszy album japońskiej grupy Dir En Grey wydany w 1999. Wszystkie teksty napisał Kyo.

## Lista utworów
1. GAUZE -mode of adam- (2:07)
2. Schwein no Isu (Schweinの椅子) (3:31)
3. Yurameki (ゆらめき) (5:05)
4. raison detre (4:48)
5. 304 Goushitsu, Hakushi to Sakura (304号室、白死の桜) (5:18)
6. Cage (5:35)
7. Tsumi to Batsu (蜜と唾) (5:08)
8. mazohyst of decadence (9:22)
9. YOKAN (予感) (4:39)
10. MASK (4:25)
11. -ZAN- (残-ZAN-) (5:03)
12. Akuro no Oka (アクロの丘) (9:42)
13. GAUZE -mode of eve- (0:04)